# Technologieträgerfahrzeug
Das Technologieträgerfahrzeug (TTF, auch Train Control Testcar) war ein Nebenfahrzeug der Deutschen Bahn zur Erprobung der ETCS-Technologie. Nach Verkauf und Umbau ist es heute als Gleismessfahrzeug UFM 07 bei der Firma Eurailscout im Einsatz.

## Einsatz bei der DB
Die Deutsche Bahn begann ab 1999 mit der Erprobung der ETCS-Level-2-Einrichtungen auf der Strecke von Ludwigsfelde über Jüterbog nach Halle und Leipzig. Die DB besaß jedoch kein Fahrzeug, das den Anforderungen an ein Versuchsfahrzeug entsprach. Das FTZ München entwickelte in Zusammenarbeit mit der Firma GBM Gleisbaumechanik das Technologieträgerfahrzeug, das 1999 ausgeliefert und von der DB als Train Control Testcar bezeichnet wurde. Obwohl geplant war, diesem Fahrzeug die Baureihe 707 zuzuweisen, erhielt es bei der Inbetriebnahme die Nebenfahrzeugnummer 97 99 11 001 17-5. Als Messfahrzeug erhielt es eine Lackierung in gelb und lichtgrau.
In den Folgejahren wurde das Fahrzeug auf der Teststrecke, aber auch darüber hinaus, vom Forschungs- und Technologiezentrum München der DB für verschiedene Probe- und Messfahrten im Zusammenhang mit der ETCS-Erprobung eingesetzt. Vor allem diente es der Überprüfung und Validierung der Übertragung von Informationen durch die verwendeten Eurobalisen, deren Programmierung sowie Geschwindigkeits- und Wegerfassung. Auch die Systeme GSM-R und FFB konnten mit diesem Fahrzeug überprüft werden.
Neben diesen Fahrzeug kamen im ETCS-Probebetrieb ab 2003 auch fünf Lokomotiven der DB-Baureihe 101 und der VT 1.0/1.5-ETCS für Erprobungsfahrten zum Einsatz, bevor 2005 der Regeleinsatz auf der Strecke Halle/Leipzig–Jüterbog–Berlin begann.

## Einsatz bei Eurailscout

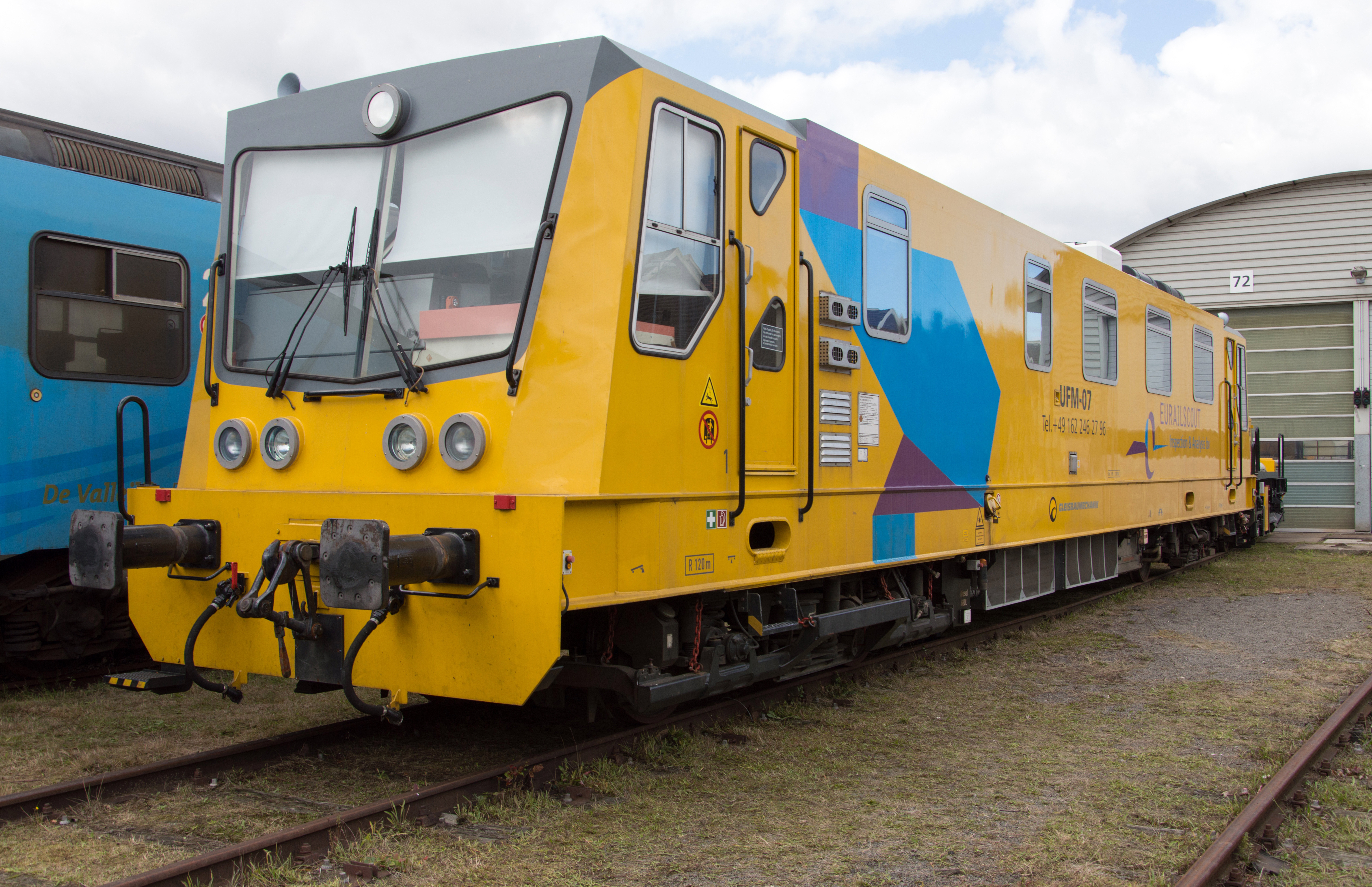
Eurailscout UFM 07 in Amersfoort/NL

Nach dem Abschluss der Versuchsfahrten verkaufte die DB das Fahrzeug Anfang 2007 an die Herstellerfirma, die die ETCS-Einrichtung und die Mittelpufferkupplung entfernte und es für Eurailscout zu einem Schienenprüfzug umbaute. Hier erhielt es die Bezeichnung Universal-Fahrweg-Messfahrzeug UFM 07 und die Betriebsnummer 97 86 29 501 17-9.
Seitdem kommt das Fahrzeug in Deutschland und den Niederlanden zur Messung der Gleisgeometrie zum Einsatz, hierzu wird ein berührungsloses laser-gestütztes System in Kombination mit einem Trägheits-Messsystem verwendet und mithilfe von Weggebern und D-GPS-Daten ergänzt.
Inzwischen ist das Fahrzeug mit der Betriebsnummer 99 80 9162 008-3 D-EUSCT im Fahrzeugeinstellungsregister registriert.

## Technik
Konstruktiv basiert das Fahrzeug auf dem wenige Jahre zuvor entwickelten OMF-1. Untergestell und der Aufbau sind in Schweißbauweise entstanden, die Front des Fahrzeugs entspricht der des OMF. Im Gegensatz zu diesem erhielt es einen über die gesamte Rahmenlänge reichenden Wagenkasten, der an beiden Stirnseiten je einen Führerstand besitzt. Daneben befinden sich im Innenraum ein Messraum mit der Messtechnik, ein Aufenthaltsraum und ein Sanitärraum. Auf einer Seite hat das Fahrzeug eine Laderaumtür, die direkt in den Messraum führt, um bei Bedarf größere Komponenten oder Messeinrichtungen verladen zu können.
Die Messtechnik und weitere Einrichtungen werden in einem 400V/230V-Bordnetz betrieben, das durch ein Dieselaggregat mit einer Leistung von 10 kVA versorgt wird. Daneben existiert ein batteriegestütztes 24V-Netz, das durch zwei Lichtmaschinen gespeist wird. Beide Netze können bei Fahrzeugstillstand auch extern gespeist werden.
Das Fahrzeug ist für eine Höchstgeschwindigkeit von 120 km/h zugelassen, das Laufwerk mit Monobloc-Rädern würde Geschwindigkeiten bis 200 km/h ermöglichen. Unter dem Fahrzeug und an den Drehgestellen befinden sich mehrere Messeinrichtungen. Zum Antrieb wurde ein Zehnzylinder-MAN-Dieselmotor mit Wasserkühlung und Turbolader vom Typ D2840LF20 eingebaut. Für Versuche zur Einführung einer europäischen Zugkupplung wurde eine UIC-Mittelpufferkupplung vom Typ Z-AK eingebaut. Beim späteren Umbau entfiel diese und das Fahrzeug erhielt eine Schraubenkupplung der Regelbauart.